# Дикий Максим Юрійович
Макси́м Ю́рійович Ди́кий — солдат Збройних сил України, частина в мирний час базується у Житомирській області, учасник російсько-української війни.

## Нагороди
31 жовтня 2014 року за особисту мужність і героїзм, виявлені у захисті державного суверенітету та територіальної цілісності України, вірність військовій присязі під час російсько-української війни, відзначений — нагороджений орденом «За мужність» III ступеня.